# Cultura ateriana
A indústria ateriana é um tipo de fabrico de ferramentas de pedra que datam da Idade da Pedra Média (Paleolítico Médio) na região das montanhas do Atlas e do Saara setentrional.

## Datação

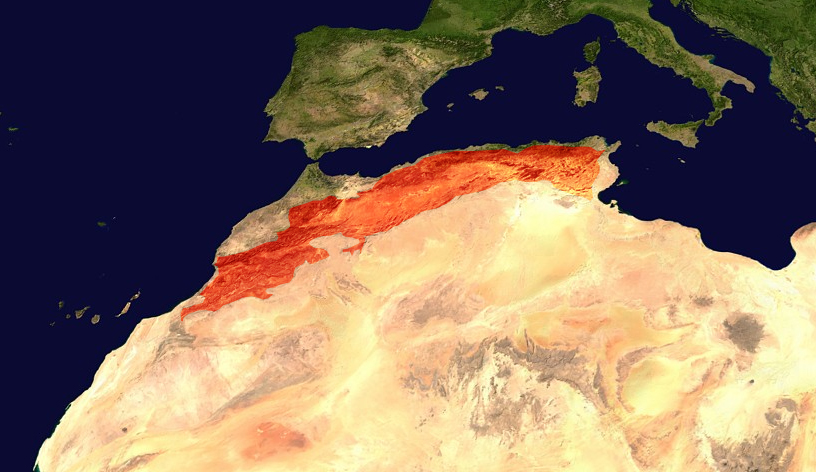
Montanhas do Atlas.

Desde 1919 quando Reygasse divulgou a descoberta do sítio de Bir-el-Ater perto de Tébessa na Tunísia, essa indústria foi reconhecida. No ano seguinte, ele deu o nome específico.
Por muito acreditou-se que a cultura ateriana havia se desenvolvido um pouco antes de 40000 a.C., contudo novas descobertas provam que esta se desenvolveu muito antes. Uma recente expedição arqueológica em Marrocos descobriu um sítio caverna em Ifri n’Ammar, 50 km ao sul de Nador, que evidência níveis aterianos datados de 175 000 anos atrás. Se esta data estiver correta, ele aumenta 65 000 anos o tempo da cultura ateriana, que até o momento tinha como sítio mais antigo o de Dar es-Soltan (Marrocos), que foi datado como sendo de 110000 a.C. Antigos africanos há cerca de 90 mil anos, faziam facas pontiagudas nas costelas dos animais. Antes disso, as ferramentas ósseas serviam como dispositivos de corte mais simples e de uso geral.  Foi também em Marrocos que foram encontradas conchas perfuradas usadas como adorno pessoal datadas de 82 000 a.C. Outro sítio recentemente conhecido de Marrocos foi descoberto perto de Michlifen. As ferramentas encontradas incluem raspadores e lascas pontiagudas, difundidas em Marrocos em torno de 50 000 a.C.
Em torno de 40 000 a.C., o norte da África foi uma grande savana verde. O povo ateriano foi se espalhando no que hoje é o deserto do Saara. Essa melhoria climática também trouxe um grande número de animais de pastejo.

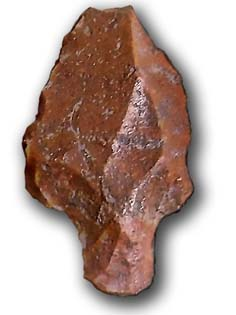
ferramenta ateriana.

Ferramentas da cultura ateriana atingiram o Egito em torno de 40 000 a.C. Um sítio ateriano chamado de BT–14, localizado a 350 km a oeste do Nilo, foi datado por intermédio da datação de radiocarbono como sendo de 44190 a.C. Os sítios aterianos chegaram a seu fim em torno de 30000 a.C., quando mudanças climáticas forçaram o abandono da maioria dos sítios, quando os campos do Saara começaram a secar. A partir desse momento a cultura ateriana começou a ser substituída por suas sucessoras: Cultura Ibero-Maurusiana, Cultura Capsiana e Cultura Keremiense (Argélia Ocidental).

## Características

### Economia
O grande desenvolvimento de pontas líticas possibilitou seu uso para a caça de animais de grandes pastagens, tais como rinocerontes, camelos extintos e grandes bovinos (bois e vacas). Elas também foram usados para caça de animais pequenos como gazelas, raposas, chacais, javalis, antílopes, avestruzes, burros selvagens, tartarugas e aves.

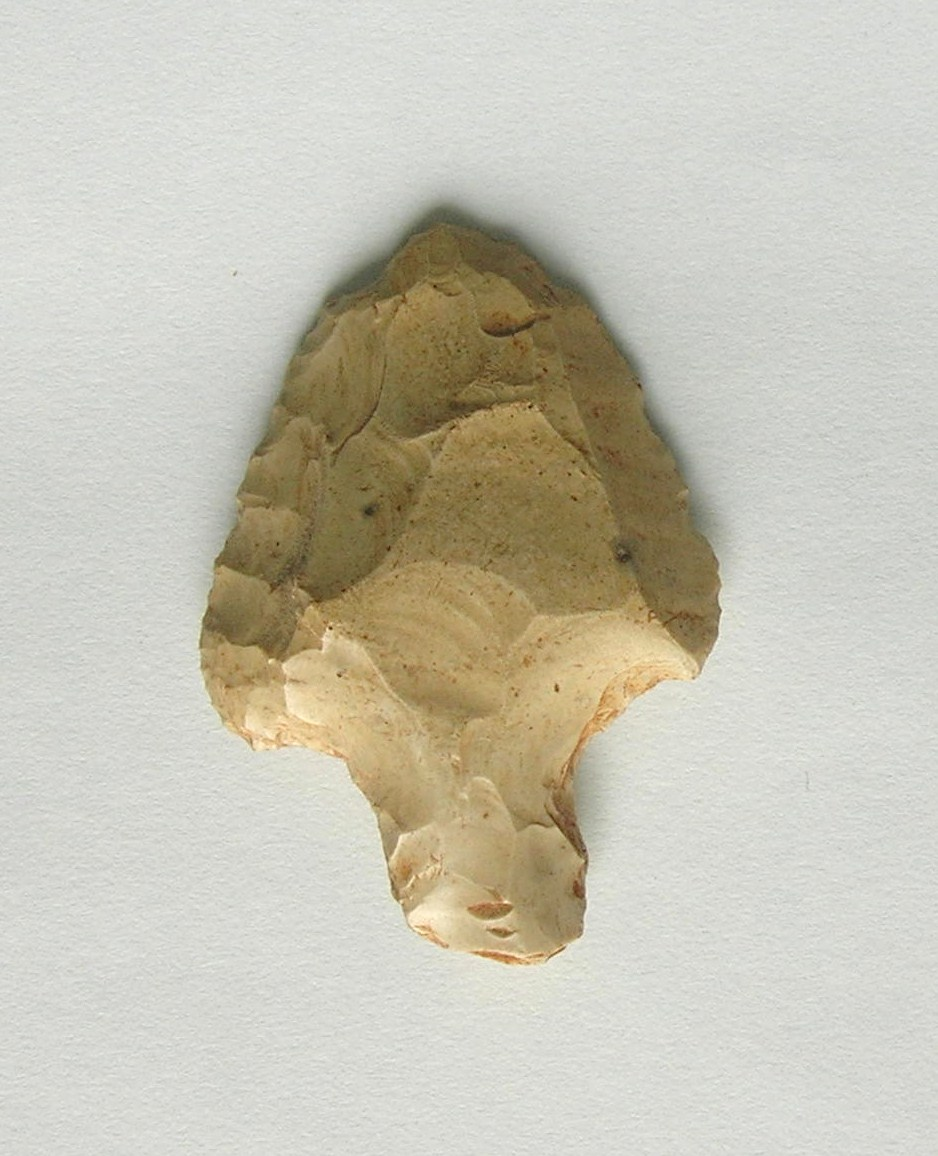
ferramenta ateriana.

### Indústria lítica
A indústria lítica ateriana se desenvolveu a partir do uso de tecnologias neandertais das culturas musteriense e Levallois.. Núcleos discoidais e de tartatugas foram produzidos através do método Levallois mesmo este sendo ineficiente comparado ao modelo do período aurignaciano. O povo ateriano utilizou técnicas de fabricação de pedra neandertais, contudo este povo foi provavelmente os primeiros seres humanos modernos.
As pontas dos espigões aterianas são muitos pesadas levando a crer que tenham sido usados apenas em dardos e lanças. Contudo, sua utilização gerou controvérsias. O arqueólogo G. Canton-Thompson sugeriu em 1946 que as pontas aterianas foram usadas em flechas. Contudo, nos últimos anos o dispositivo mais aceite é o atlatl em vez do arco. O arqueólogo Michael A. Hoffman escreveu em 1984 "Estes artefatos (pontas aterianas) parecem demasiadamente grandes e volumosas para serem utilizadas como pontas e flechas primitivas – provavelmente eram utilizadas como pontas de dardos e lanças".
Esta cultura desenvolveu uma imensa variedade de espigões e pontas usadas por meio de alças ou por meio de anexação como cabeças de lanças e projéteis semelhantes. Outras ferramentas produzidas são raspadores e lascas (algumas retocadas).
As ferramentas líticas aterianas foram produzidas através de uma gama de materiais de alta e baixa qualidade. Alguns dos possíveis materiais usados foram a ágata, a calcedônia e o basalto. A maioria das pontas estão cobertas por um verniz do deserto causado a partir do sopro de areia pelos ventos.

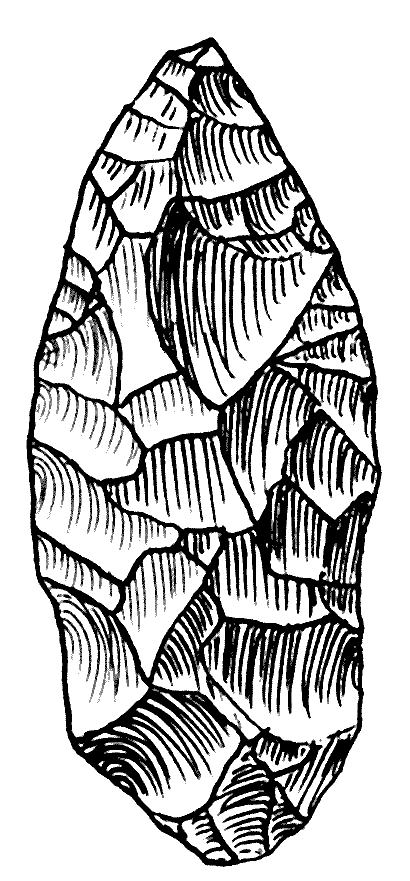
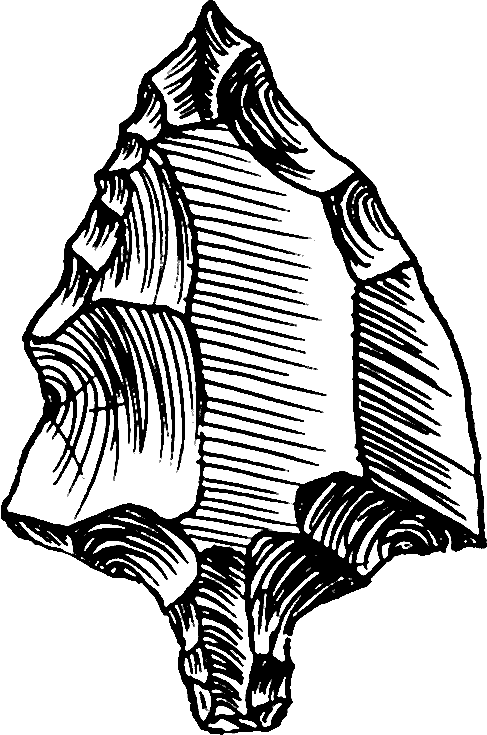
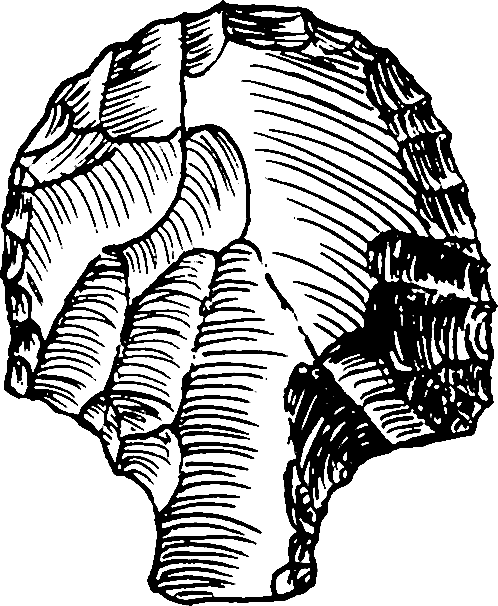